# Alexander Heinrich von dem Bottlenberg gen. von Schirp (sen.)

Alexander Heinrich Freiherr von dem Bottlenberg gen. von Schirp

Alexander Heinrich Freiherr von dem Bottlenberg gen. von Schirp (sen.) (* 12. Februar 1773 in Dürwiß; † 24. September 1824 in Bredeney) war ein deutscher Kommunalpolitiker.

## Leben
Alexander Heinrich Freiherr von dem Bottlenberg gen. von Schirp stammte aus dem alten bergischen und später westfälischen Adelsgeschlecht Bottlenberg. Er war aktiver Offizier und Hauptmann in kurmainzischen Diensten. Durch Konzession seines ältesten Bruders erwarb er das Haus Baldeney, dass noch bis 1968 im Familienbesitz blieb.
Ab 1808 wurde er Direktor der Munizipalität Kettwig und 1811 Maire von Kettwig sowie in Personalunion Maire von Werden. Hier wurde er bei der territorialen Neuordnung des Großherzogtums Nachfolger des verstorbenen Benedict Hiegemann. Er führte das Amt als Bürgermeister nach der preußischen Besitzergreifung 1813 weiter. Ende September 1819 ging er in den Ruhestand.
Sein Sohn ist Alexander Heinrich Freiherr von dem Bottlenberg gen. von Schirp (jr.).